# 天峻県
天峻県（てんしゅん-けん）は中華人民共和国青海省海西モンゴル族チベット族自治州に位置する県。

## 行政区画
- 鎮:新源鎮、木里鎮、江河鎮
- 郷:快爾瑪郷、舟群郷、織合瑪郷、蘇里郷、生格郷、陽康郷、竜門郷